# Ostrów (osada leśna w gminie Dorohusk)
Ostrów – osada leśna w Polsce położona w województwie lubelskim, w powiecie chełmskim, w gminie Dorohusk.
W latach 1975–1998 miejscowość administracyjnie należała do województwa chełmskiego.